# Жаланда
Жаланда — река в России, протекает по Башкортостану. Устье реки находится в озере Малое Ульпе. Длина реки составляет 32 км.

## Данные водного реестра
По данным государственного водного реестра России относится к Камскому бассейновому округу, водохозяйственный участок реки — Уфа от Павловского гидроузла до водомерного поста посёлка городского типа Шакша, речной подбассейн реки — Белая. Речной бассейн реки — Кама.
Код объекта в государственном водном реестре — 10010201212111100023889.